# Rio Javaés
O rio Javaés (Javaé: ♂ Bero Biòwa [beˈɾo bɪɔˈwa], ♀ Bèraku Bikòwa [bɛɾaˈku bɪkɔˈwa]:40, 68), também chamado de Braço Menor do Rio Araguaia, é um curso de água que banha os estados de Goiás e do Tocantins, no Brasil.
Ele é um braço do rio Araguaia, quando este se bifurca para formar a maior ilha fluvial do mundo, a ilha do Bananal. Recebe as águas do Araguaia e mais adiante, do Rio Verde (nascente 13° 12′ 43″ S, 50° 29′ 03″ O, a cerca de 10,7km a leste da cidade de Luiz Alves, município de São Miguel do Araguaia - GO, situada à margem direita do Rio Araguaia; foz 12° 12′ 44″ S, 50° 05′ 42″ O, emendando neste Rio Javaés, a cerca de 13,33km a oés-sudoeste da cidade de Entre-Rios, no município de Sandolândia - TO), se fundindo novamente com o Araguaia ao fim da ilha. Mantém as suas matas ciliares bem preservadas e é ótimo para a pesca, com uma grande variedade de peixes, como: pirarara, filhote, tucunaré, piau, pacu, piranha, mandi, curvina, cachorra, pintado e pirarucu.
Ao longo do seu percurso, o rio Javaés passa pelos municípios de São Miguel do Araguaia (GO), Sandolândia (TO), Formoso do Araguaia (TO), Lagoa da Confusão (TO) e Pium (TO).
1. 1 2  Nunes, Eduardo S. (2016). Transformações Karajá. Os “antigos” e o “pessoal de hoje” no mundo dos brancos (Ph.D. dissertation). Brasília: Universidade de Brasília